# Kōnosu (Saitama)
Kōnosu (鴻巣市 Kōnosu-shi?) es una ciudad que se encuentra en Saitama, Japón.
Según datos de 2003, la ciudad tiene una población estimada de 84.145 habitantes y una densidad de 2.345,83 personas por km². El área total es de 35,87 km².
La ciudad fue fundada el 30 de septiembre de 1954.